# Pereiàslav
|  | No s'ha de confondre amb Khmelnitski, ciutat capital de la província de Khmelnitski. |

Pereiàslav (ucraïnès: Переяслав, rus: Переяслав) és una ciutat de l'óblast de Kíiv, a Ucraïna.
De 1943 fins a l'any 2019 el nom de la ciutat era Pereiaslav-Khmelnytskyi ((ucraïnès: Перея́слав-Хмельни́цький).
La seva població s'elevava a 27.995 habitants en 2011.

## Geografia
Pereiàslav està situada prop del Pantà de Kàniv sobre el Dnièper i a 77 km al sud-est de Kíiv.

## Història
Pereiàslav ha tingut un paper important en la història d'Ucraïna. És mencionada per primera vegada en el text del tractat signat entre la Rus de Kíev i l'Imperi Romà d'Orient en 911 i hi apareix com a Pereiàslav-Russki per distingir-la de Pereiàslavets a Bulgària. Vladímir I de Kíev, príncep de Kíev, hi fa construir en 992 una gran fortalesa per protegir el límit sud de la Rus de Kíev dels raids dels nòmades de les estepes del sud de l'actual Ucraïna. Pereiàslav-Khmelnitski es fa en aquesta època la primera seu de l'Església de Kíev i de tota la Rus. És una capital del Principat de Pereiàslavl a partir de mitjans del segle xi i fins a la seva destrucció pels Tàtars en 1239, en el transcurs de la invasió mongola de la Rus de Kíev.
En la segona meitat del segle xvi esdevé un centre dels cosacs d'Ucraïna. Bohdan Khmelnitski hi reuneix el "Consell de Pereiàslav", on els cosacs ucraïnesos voten per una aliança militar amb Moscòvia i accepten el Tractat de Pereiàslav, que incorpora la riba esquerra del Dnièper a Rússia. La ciutat és coneguda sota el nom de Pereiàslav en aquesta època i més tard com a Pereiàslav-Poltàvskyi. És reanomenada Pereiàslav-Khmelnitski en 1943 per commemorar aquest esdeveniment.

## Població
Padrons (*) o estimacions de població;:
| 1959*  | 1970*  | 1979*  | 1989*  | 2001*  | 2008   | 2009   | 2010   | 2011   |
| ------ | ------ | ------ | ------ | ------ | ------ | ------ | ------ | ------ |
| 14 361 | 20 919 | 26 669 | 29 483 | 31 634 | 28 948 | 28 518 | 28 280 | 27 995 |